# Juventus Football Club 1975-1976
Questa voce raccoglie le informazioni riguardanti la Juventus Football Club nelle competizioni ufficiali della stagione 1975-1976.

## Stagione
Nella stagione 1975-1976 la Juventus, campione d'Italia in carica, chiude il campionato al secondo posto, alle spalle dei concittadini del Torino che, a 27 anni dalla tragedia di Superga, rivincono lo scudetto. La squadra bianconera, affidata per la seconda stagione consecutiva a Carlo Parola, nonostante la sconfitta nel derby di andata resta in testa fino alla fine di marzo; tuttavia qui, dopo tre sconfitte consecutive contro Cesena (1-2), Torino (0-2) e Inter (0-1), lascia il passo ai granata che vanno a vincere il loro settimo titolo.
Nel turno di Coppa Italia giocato nel precampionato, il calendario mette nello stesso girone di qualificazione i bianconeri e l'Inter: i milanesi vincono (1-0) lo scontro diretto del 31 agosto, e primeggiando poi nel raggruppamento passano al turno successivo a scapito dei piemontesi. In Coppa dei Campioni la Juventus elimina nei sedicesimi di finale i bulgari del CSKA Sofia, ma poi negli ottavi di finale deve cedere il passo ai tedeschi d'Occidente del Borussia M'gladbach.
Con 18 reti Roberto Bettega è stato il miglior realizzatore bianconero, di cui 15 reti in campionato, 2 in Coppa Italia e una in Coppa dei Campioni.

## Divise
| Casa | Trasferta | 1ª portiere | 2ª portiere |

## Rosa
| N. |                   | Ruolo | Calciatore              |
| -- | ----------------- | ----- | ----------------------- |
|    | Italia (bandiera) | P     | Dino Zoff               |
|    | Italia (bandiera) | P     | Giancarlo Alessandrelli |
|    | Italia (bandiera) | D     | Gaetano Scirea          |
|    | Italia (bandiera) | D     | Francesco Morini        |
|    | Italia (bandiera) | D     | Claudio Gentile         |
|    | Italia (bandiera) | D     | Luciano Spinosi         |
|    | Italia (bandiera) | C     | Franco Causio           |
|    | Italia (bandiera) | C     | Antonello Cuccureddu    |

| N. |                   | Ruolo | Calciatore                 |
| -- | ----------------- | ----- | -------------------------- |
|    | Italia (bandiera) | C     | Giuseppe Furino            |
|    | Italia (bandiera) | C     | Marco Tardelli             |
|    | Italia (bandiera) | C     | Fabio Capello              |
|    | Italia (bandiera) | C     | Giuseppe Damiani           |
|    | Italia (bandiera) | A     | Roberto Bettega            |
|    | Italia (bandiera) | A     | Sergio Gori                |
|    | Italia (bandiera) | A     | Pietro Anastasi (capitano) |
|    | Italia (bandiera) | A     | José Altafini              |

## Risultati

### Serie A

#### Girone di andata
| Arbitro: | Ciacci (Firenze) |

|                        |           |          |
| Causio 33’ (rig.), 37’ | Marcatori | 88’ Moro |

| Arbitro: | Menegali (Roma) |

|                          |           |                               |
| Pozzato 31’ Fontolan 62’ | Marcatori | 1’ Furino 89’ (aut.) Fontolan |

| Arbitro: | Agnolin (Bassano del Grappa) |

|                                              |           |                              |
| Gori 20’ Causio 41’ (rig.), 72’ Anastasi 78’ | Marcatori | 23’ Speggiorin 85’ Bresciani |

| Arbitro: | Barbaresco (Cormons) |

|  |           |          |
|  | Marcatori | 19’ Gori |

| Arbitro: | Casarin (Milano) |

|                  |           |  |
| Damiani 47’, 53’ | Marcatori |  |

| Arbitro: | Menicucci (Firenze) |

|  |           |          |
|  | Marcatori | 75’ Gori |

| Arbitro: | Gussoni (Varese) |

|                                     |           |                                             |
| Capello 49’ Bettega 52’ Gentile 81’ | Marcatori | 21’ (rig.) Frustalupi 40’ Urban 66’ Petrini |

| Arbitro: | Michelotti (Parma) |

|                                |           |  |
| Graziani 75’ Pulici 78’ (rig.) | Marcatori |  |

| Arbitro: | Lattanzi (Roma) |

|                          |           |  |
| Bettega 36’ Tardelli 74’ | Marcatori |  |

| Arbitro: | Casarin (Milano) |

|  |           |                                  |
|  | Marcatori | 26’ Damiani 41’ Gori 89’ Bettega |

| Arbitro: | Michelotti (Parma) |

|                      |           |                   |
| Damiani 34’ Gori 86’ | Marcatori | 4’ (rig.) Savoldi |

| Arbitro: | Agnolin (Bassano del Grappa) |

|  |           |             |
|  | Marcatori | 46’ Bettega |

| Arbitro: | Serafino (Roma) |

|             |           |  |
| Bettega 15’ | Marcatori |  |

| Arbitro: | Casarin (Milano) |

|  |           |                        |
|  | Marcatori | 53’ Bettega 79’ Causio |

| Arbitro: | Barbaresco (Cormons) |

|             |           |  |
| Damiani 60’ | Marcatori |  |

#### Girone di ritorno
| Arbitro: | Lattanzi (Roma) |

|          |           |                          |
| Cozzi 6’ | Marcatori | 53’ Tardelli 63’ Bettega |

| Arbitro: | Ciulli (Roma) |

|             |           |             |
| Bettega 56’ | Marcatori | 57’ Pozzato |

| Arbitro: | Menegali (Roma) |

|               |           |             |
| Bresciani 60’ | Marcatori | 26’ Bettega |

| Arbitro: | Levrero (Genova) |

|                    |           |  |
| Damiani 35’ (rig.) | Marcatori |  |

| Arbitro: | Panzino (Catanzaro) |

|                    |           |                      |
| Gentile 10’ (aut.) | Marcatori | 37’ Bettega 50’ Gori |

| Arbitro: | Agnolin (Bassano del Grappa) |

|             |           |              |
| Capello 60’ | Marcatori | 30’ Sabadini |

| Arbitro: | Serafino (Roma) |

|                     |           |             |
| Bertarelli 48’, 60’ | Marcatori | 11’ Damiani |

| Arbitro: | Menicucci (Firenze) |

|             |           |                                         |
| Bettega 70’ | Marcatori | 2’ (aut.) Cuccureddu 45’ (aut.) Damiani |

| Arbitro: | Michelotti (Parma) |

|             |           |  |
| Bertini 80’ | Marcatori |  |

| Arbitro: | Lazzaroni (Milano) |

|                          |           |                 |
| Bettega 13’ Altafini 71’ | Marcatori | 53’ (rig.) Gola |

| Arbitro: | Casarin (Milano) |

|               |           |             |
| Boccolini 40’ | Marcatori | 55’ Bettega |

| Arbitro: | Prati (Parma) |

|             |           |             |
| Bettega 33’ | Marcatori | 63’ Petrini |

| Arbitro: | Ciacci (Firenze) |

|                |           |                                              |
| Massimelli 59’ | Marcatori | 36’ Gori 69’ (aut.) Mancini 76’, 87’ Bettega |

| Arbitro: | Michelotti (Parma) |

|                        |           |  |
| Capello 47’ Furino 72’ | Marcatori |  |

| Arbitro: | Menegali (Roma) |

|          |           |  |
| Curi 55’ | Marcatori |  |

### Coppa Italia

#### Primo turno
| Arbitro: | Benedetti (Roma) |

|                        |           |  |
| Bettega 67’ Causio 89’ | Marcatori |  |

| Arbitro: | Prati (Parma) |

|            |           |  |
| Libera 34’ | Marcatori |  |

| Arbitro: | Lazzaroni (Milano) |

|                                                                 |           |            |
| Damiani 5’ Anastasi 55’ Bettega 64’ Altafini 65’ Cuccureddu 80’ | Marcatori | 30’ Traini |

| Arbitro: | Levrero (Genova) |

|                           |           |                  |
| Chimenti 45’ Simonato 50’ | Marcatori | 26’, 31’ Capello |

### Coppa dei Campioni
| Arbitro: | Rion |

|                         |           |              |
| Penev 80’ Marasliev 89’ | Marcatori | 40’ Anastasi |

| Arbitro: | Davidson |

|                         |           |  |
| Furino 39’ Anastasi 52’ | Marcatori |  |

| Arbitro: | Wurtz |

|                           |           |  |
| Heynckes 27’ Simonsen 36’ | Marcatori |  |

| Arbitro: | Linemayr |

|                      |           |                         |
| Gori 35’ Bettega 62’ | Marcatori | 70’ Danner 88’ Simonsen |